# Anel Sudakevitj
Anel Sudakevitj, född Anel (Anna) Alekseevna Sudakevitj (ryska Ане́ль Алексе́евна Судаке́вич)  28 oktober 1906 i Moskva, Ryska Imperiet, död 22 september 2002 i Moskva, Ryssland, var en rysk/sovjetisk skådespelare och kostymdesigner.
Anel Sudakevitj var dotter till kirurgen Alexej Vladimirovitj Sudakevitj och agronomforskaren Josefina Vladislavovna Kosco. Hon studerade på Fridtjof Nansens skola och började skådespela i filmer vid 19 års ålder.
Mellan 1925 och 1927 studerade Sudakevitj skådespeleri i filmregissören Jurij Zavadskijs studio. Där blev hon snart bekant med Zavadksijs fru Vera Maretskaja samt filmregissörerna Boris Mordvinov och Vsevolod Pudovkin och kom att arbeta för tysk-ryska filmstudion Mezjrabpomfilm. Under studions produktionsår 1922–1936 stod den för hälften av den totala sovjetiska filmexporten.
Under 1920-talet var Sudakevitj en firad skådespelerska, och den kokoshnik som hon bar i Jurij Zjeljabuzjskijs film "En kvinnas seger" visades för den amerikanska filmstjärnan Mary Pickford under hennes besök i Sovjetunionen för inspelningen av Sergej Komarovs komedifilm "En kyss av Mary Pickford" 1927.
Från 1934 arbetade Anel Sudakevich även som kostymdesigner, och 1946 och framåt arbetade hon inom cirkus (åren 1950–1957 som Cirkus Moskvas huvudartist). Hon skapade många kostymer åt cirkusartister däribland Jurij Nikulin samt Oleg Popovs rutiga keps. Hon arbetade även som porträttmålare: ett av hennes många arbeten var utformningen av dekoren till Kasjan Goleizovskijs "Aftnar med nya koreografiska miniatyrer" som hade premiär 1960 på Bolsjojteatern. 1969 tilldelades hon titeln Hedersartist av Ryska SFSR.

## Privatliv
Anel Sudakevich gifte sig med dansaren Asaf Messerer år 1933 och födde samma år en son, den senare teaterkonstnären och scendesignern Boris Messerer. Hon avled den 22 september 2002 och är begravd på Vagankovkyrkogården. Sonen Boris Messerer skapade hennes gravmonument.

## Filmografi i urval
- 1926 – Miss Mend – stenograf
- 1927 – Pobeda zjensjtjiny (Kvinnans seger) – Marfinka Baidurova
- 1927 – Potseluj Meri Pikford (En kyss av Mary Pickford) – Dusja Galkina
- 1928 – Dom na Trubnaja (Huset på Trubnaja) – Marisja, hembiträde
- 1928 – Storm över Asien – Brittiske kommendantens dotter
- 1927 – Den gula biljetten – Anja, markägaren Bielskis dotter
- 1945 – Ivan den förskräcklige – hovdam vid kung Sigismunds hov
- 1981 – Agonia – grevinnan Golovina